# New Adventures in Hi-Fi
New Adventures in Hi-Fi és el desè àlbum d'estudi de la banda estatunidenca de rock alternatiu R.E.M., publicat el 9 de setembre de 1996 per Warner Bros. Records. Aquest fou el darrer treball que va enregistrar Bill Berry amb R.E.M. ja que l'any següent va abandonar la banda de forma amistosa, i també fou el darrer amb el mànager Jefferson Holt i el productor Scott Litt. És un dels treballs més ben valorat per la crítica i els seguidors, representatiu del més alt nivell de la banda i considerat el darrer dels seus grans treballs. Van superar els set milions de còpies venudes arreu del món.

## Producció
El seu enregistrament es va produir durant la gira promocional de l'àlbum Monster l'any 1995. Finalitzada la gira, en els Bad Animals Studio van enregistrar quatre cançons addicionals, i les mescles es van acabar als John Keane Studio d'Athens i Louie's Clubhouse de Los Angeles, i la masterització es va realitzar al Gateway Mastering de Portland. Es van extreure quatre senzills comercials i dos més promocionals, i els cinc videoclips que van editar es van incloure en l'àlbum de vídeos In View: The Best of R.E.M. 1988–2003.
La rebuda per part de la crítica fou molt positiva i va ser inclosa en diverses llistes de millors àlbums de la dècada de 1990. Amb els pas dels anys va adquirir més reconeixement, i en retrospectives se'l considera el tercer millor àlbum de la trajectòria de R.E.M. darrera de Out of Time i Automatic for the People.

## Llista de cançons
Totes les cançons foren escrites i compostes per Bill Berry, Peter Buck, Mike Mills i Michael Stipe. 
| 1.            | «How the West Was Won and Where It Got Us» | 4:31  |
| 2.            | «The Wake-Up Bomb»                         | 5:08  |
| 3.            | «New Test Leper»                           | 5:26  |
| 4.            | «Undertow»                                 | 5:09  |
| 5.            | «E-Bow the Letter»                         | 5:23  |
| 6.            | «Leave»                                    | 7:18  |
| Durada total: | Durada total:                              | 32:55 |

| 7.            | «Departure»         | 3:28  |
| 8.            | «Bittersweet Me»    | 4:06  |
| 9.            | «Be Mine»           | 5:32  |
| 10.           | «Binky the Doormat» | 5:01  |
| 11.           | «Zither»            | 2:33  |
| 12.           | «So Fast, So Numb»  | 4:12  |
| 13.           | «Low Desert»        | 3:30  |
| 14.           | «Electrolite»       | 4:05  |
| Durada total: | Durada total:       | 32:27 |

## Posició en llistes
| Llista (1996) | Posició | Certificacions |
| ------------- | ------- | -------------- |
| Alemanya      | 1       | 1x Or          |
| Austràlia     | 1       |                |
| Canadà        | 1       | 2x Platí       |
| Estats Units  | 2       | 1x Platí       |
| Espanya       | 5       | 1x Or          |
| Europa        |         | 1x Platí       |
| França        | 6       | [ 5 ]          |
| Itàlia        | 5       | [ 6 ]          |
| Japó          | 26      |                |
| Regne Unit    | 1       | 1x Platí       |

## Crèdits
| R.E.M. - Bill Berry – bateria, percussió, guitarra acústica, sintetitzador, baix - Peter Buck – guitarra, mandolina, buzuki, baix, EBow, sitar elèctric, banjo - Mike Mills – piano, sintetitzador, veus addicionals, baix, òrgan, sintetitzador Moog, mellotron, teclats, farfisa, guitarra - Michael Stipe – cantant, sintetitzador Músic addicionals - Nathan December – guitarra, pandereta, güiro - Patti Smith – cantant - Scott McCaughey – ARP Odyssey, piano, autoarpa - Andy Carlson – violí | Tècnics - William Field – assistència d'enginyeria - Sam Hofstedt – assistència d'enginyeria - Victor Janacua – assistència d'enginyeria - Adam Kasper – enginyeria d'enregistrament - Pat McCarthy – enginyeria d'enregistrament - John Keane – enregistrament i mescles - Scott Litt – producció i enginyeria de mescles - Bob Ludwig – masterització - Mark "Microwave" Mytrowitz – assistència tècnica - Joe O'Herlihy – enginyeria d'enregistrament gira - Jo Ravitch – enginyeria d'enregistrament gira - Jeff Wooding – enginyeria d'enregistrament gira - Eric Stolz – edició digital |